# Xunqueira de Ambía
Xunqueira de Ambía è un comune spagnolo di 2 004 abitanti situato nella comunità autonoma della Galizia.